# 大仁科技大學三校二大企業策略聯盟
大仁科技大學三校二大企業策略聯盟是由大仁科技大學為首，於2023年8月5日，結合敏成健康（股）、大樹醫藥（股）簽定策略聯盟，並與高雄市私立大榮高級中學、屏東縣私立屏榮高級中學簽訂校際策略聯盟，三校二大企業攜手合作提升教育品質，培養更多優秀人才，透過醫藥、寵物等優勢領域的合作在學術研究、產學結合攜手開展專業新里程。

## 聯盟成員
- 大仁科技大學
- 高雄市私立大榮高級中學
- 屏東縣私立屏榮高級中學
- 敏成健康（股）[2]
- 大樹醫藥（股）[3]